# Ekkyklema
Das Ekkyklema (von griechisch ἐκκυκλεῖν „herausrollen, herausdrehen“) ist ein antikes theatertechnisches Gerät, von dem nicht bekannt ist, wie es genau beschaffen war. Es wurde erstmals in einem Stück des Komödiendichters Aristophanes erwähnt, was die Entstehungszeit in das 5. Jahrhundert v. Chr. rückt. Wirklich gesichert ist diese Vermutung jedoch nicht.
Man geht davon aus, dass es in Aufführungen der griechischen Tragödie eingesetzt wurde.

## Aufbau
Aufbau und Aussehen des Ekkyklema sind umstritten, da uns keinerlei zeitgenössische Zeichnungen erhalten blieben.
- Einige Forscher halten es für eine mittels Rollen bewegbare Vorrichtung, wobei jedoch unklar ist, wie dieser „Wagen“ ausgesehen hat: Eine drehbare Plattform, welche in die Skene integriert war, eine mit Rädern versehene kleine Bühne oder eine rollbare Kline
- Eine zweite Theorie will das Ekkyklema als ein statisches Bild verstanden wissen, welches hinter einem Vorhang oder ähnlichem verborgen war, um zu gegebenem Zeitpunkt enthüllt zu werden.

## Verwendung
Die Rückwand der Bühne stellte die Fassade eines Gebäudes dar. Ein tieferer Einblick in dessen Inneres war für das Publikum auch bei geöffneten Türen nur schwer möglich, selbst dann, als die Skene und der Platz für die Schauspieler bereits durch Stufen erhöht waren; denn die Zuschauer saßen auf hoch ansteigenden Rängen im Halbrund um die Bühne. Mit Hilfe des Ekkyklema
konnte ihnen das im Innern eines Hauses Geschehene im Wortsinn „nähergebracht“ werden. Die Schauspieler verblieben höchstwahrscheinlich unbeweglich und stumm an ihrem Platz auf dem Ekkyklema, solange sie für die Zuschauer sichtbar waren, quasi eine frühe Form des Tableau vivant. Die so dargestellten Bilder enthielten einen hohen Informationscharakter und waren leicht zu entschlüsseln, so dass das Publikum sich selbst erschließen konnte, was hinter der Bühne vorgefallen sein musste.

## Beispiele
In der Elektra von Sophokles befiehlt Ägisth, das Palasttor zu öffnen, bevor ein verhüllter Leichnam auf die Bühne des Ekkyklemas geschoben wird (V. 1450).